# L'Assaut (organisation)
Pour les articles homonymes, voir L'Assaut.
L'Assaut (1988-1993) était un groupe néonazi, négationniste et antisémite issu en 1988 de la section bruxelloise francophone du Vlaamse Militanten Orde (VMO). Le VMO était une organisation nationaliste flamande qui participa à la création du Vlaams Blok (VB). Il était également connu pour sa nostalgie de la période nazie.

## Historique
Également nostalgique de cette période, le groupe l'Assaut porte le titre de l'organe de la Jeunesse Légionnaire. Léon Degrelle était le "parrain politique" de l'Assaut. Plusieurs de ses membres rendirent régulièrement visite en Espagne à Degrelle. Le fondateur du groupe l'Assaut, Hervé Van Laethem, partisan de longue date du VMO, provenait de la direction de l'Europese Partij-Parti européen (EPE), un groupuscule actif dans les années 1970-80 dans la capitale belge et représentant alors le "courant néorexiste", nostalgique du parti Rex de Léon Degrelle. La majorité des activistes de l'Assaut venaient du Parti des forces nouvelles (PFN), de son mouvement jeune, le Front de la jeunesse (FJ) - Belgique, mais certains étaient recrutés dans des bandes de boneheads (skinheads-néonazis).
Ce groupe avait de nombreux contacts en Belgique, comme à l'étranger, avec des organisations néonazies et néofascistes : Parti nationaliste français (PNF, dissidence radicale du Front national, conduite par des ex-SS français) et sa publication Militant, Parti nationaliste français et européen (PNFE, dissidence du PNF), le mouvement Troisième voie (TV), Jeunesses nationalistes révolutionnaires (JNR), Cercle franco-hispanique, le FAP allemand de Mickael Kühnen, le British National Party (BNP) britannique, etc.
Plusieurs membres et dirigeants de l'Assaut, après des ratonnades contre des immigrés et des activistes d'extrême gauche, furent arrêtés et condamnés (en 1994, 1995 et 1997) par la justice. Cela a notamment été le cas d'Hervé Van Laethem.
L'Assaut va se spécialiser dans la récupération du racisme antiblanc. Son slogan de recrutement était alors : «Pour une Europe blanche avec l'Assaut».

## Membres
Ce groupe a rassemblé jusqu'à une centaine de militants. Il s'auto-dissout officiellement en 1993. Mais ses leaders organisèrent un meeting de cette mouvance, en mars 1994, qui rassembla 150 personnes. Parmi les orateurs, se trouvait Serge Ayoub, alias Batskin, le dirigeant des JNR en France. Après l'auto-dissolution, les membres de l'Assaut poursuivront leurs activités politiques. En 1995, Hervé Van Laethem et plusieurs ex-Assaut rejoignent le Front nouveau de Belgique (FNB), une dissidence du Front national (Belgique).
En 1999, Hervé Van Laethem et d'autres anciens de l'Assaut participent à la création du Mouvement Nation. Tout en cultivant la nostalgie de l'Assaut.

## Emblème
Son emblème était la lettre  Odal de l'alphabet runique, utilisée par les pangermanistes (Guido von List, puis la Waffen SS).